# Skúvoy (település)
Skúvoy egy település Feröer Skúvoy nevű szigetén. Közigazgatásilag Skúvoy községhez tartozik. Saját iskolája és élelmiszerboltja van.

## Földrajz
A település a sziget keleti partján fekszik.

## Történelem

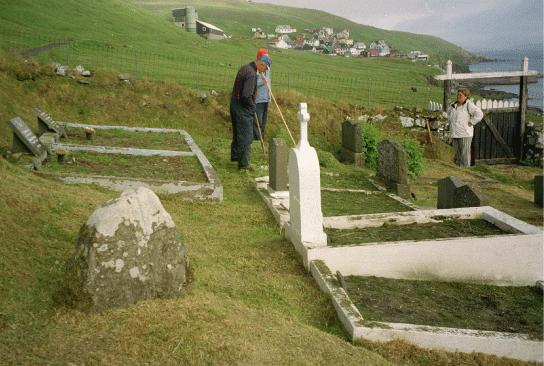
Sigmundur Brestisson sírköve, a Sigmundarsteinur Skúvoy temetőjében

Itt élt Sigmundur Brestisson, a Feröeriek sagájának hőse. Itt építette Feröer első templomát, és vezette be a kereszténységet a szigetekre 999-től. Sírköve, a Sigmundarsteinur ma is áll Skúvoy temetőjében. Ennek megfelelően első írásos említése a Feröeriek sagájában található.
A 14. században a fekete halál elérte a sziget összes lakóját, kivéve egy asszonyt, akinek a háza ma is áll. A 18. században egy himlőjárvány pusztította el a sziget teljes lakosságát.
A település jelenlegi temploma 1937-ben épült.

## Népesség
| Év              | Lakosság |
| --------------- | -------- |
| 1986. január 1. | 84       |
| 1991. január 1. | 84       |
| 1996. január 1. | 84       |
| 2001. január 1. | 79       |
| 2006. január 1. | 52       |

## Gazdaság
A település lakói halászatból és mezőgazdaságból élnek. A 20. század elején a szigeten fészkelő lummák tojásainak begyűjtése is jelentős jövedelmi forrás volt (évente 25-30 000 tojást gyűjtöttek össze), azonban napjainkra a madarak száma annyira megfogyatkozott, hogy ez a tevékenység gyakorlatilag megszűnt.

## Közlekedés
A települést naponta néhány, Sandurból induló kompjárat és heti három helikopterjárat szolgálja ki. Közutak és autók nincsenek az egész szigeten.

## Személyek
- Itt született és élt Sigmundur Brestisson (961-1005), viking főnök, a feröeriek keresztény hitre térítője

### Külső hivatkozások
- faroeislands.dk – fényképek és leírás (angol)
- Panorámakép a kikötőből[halott link] (dán)
- Skúvoy - The Island, faroestamps.fo (angol, német, francia, dán, feröeri)
- Skúvoy, The tourist information centre in Sandoy (angol, feröeri)
- Légifotók Archiválva 2016. március 4-i dátummal a Wayback Machine-ben (Anfinn Frederiksen) (angol)
- Fotóalbum (Torarinn Olafsson) (angol)
- Skúvoy, fallingrain.com (angol)